# Arsamas (Literatur)
Der Arsamas (russisch Арзама́с) war eine literarische Gesellschaft oder Gruppe der russischen Romantik, zu deren Mitgliedern Alexander Sergejewitsch Puschkin zählte.

## Geschichte
Der Arsamas war eine literarische Gruppe, die sich 1815 formte und bis 1818 an der Polemik rund um die karamsinistische Reform der russischen Literatursprache und des literarischen Stils teilnahmen. Ihre Mitglieder, zu denen die wichtigsten Vertreter der russischen Romantik zählen (unter anderem Wassili Schukowski, Batjuschkow, Wjasemski, Alexander Puschkin) werden auch als Karamsinisten bezeichnet. Ihre Polemik, die von großer Ironie und Humor geprägt war, richtete sich insbesondere gegen die literarische Gesellschaft der Liebhaber des russischen Wortes und andere sogenannte Archaisten. 
Der Arsamas hielt geschlossene Sitzungen, in denen die Werke der Archaisten parodiert wurden. Im Gegensatz zu den bürokratisch geprägten Versammlungen der konservativen "Liebhaber des russischen Wortes", ähnelten die Sitzungen des Arsamas heiteren, humorvollen Abenden unter guten Freunden. Der Name ist einer Parodie Batjuschkows entnommen, außerdem wählten alle Mitglieder amüsante Spitznamen.
1816 hatte sich die Gesellschaft der konservativen "Liebhaber" aufgelöst und der Arsamas überdachte seine Aktivität. Als einige seiner Mitglieder Petersburg verließen und zudem General M. F. Orlow vorschlug, eine Zeitschrift mit liberalem politischem Programm herauszugeben, löste sich die Gesellschaft 1818 auf. 